# سون لو-تانگ
سون لو-تانگ (انگلیسی: Sun Lu-t'ang؛ 
۱۸۶۰
–
۱۹۳۳ (۷۲−۷۳ سال)
) یک مدرس برجسته و مشهور هنرهای رزمی اهل چین بود.
وی بنیان‌گذار سبک تلفیق‌گرایی سون در تای چی چوان است.
او در عین حال یک حکیم و اندیشمند نئو کنفوسیانیسم و تائوئیسم (بویژه در زمینهٔ ئی چینگ) بود و از طریق آثار و کتاب‌هایش، یکی از افراد تأثیرگذار و برجسته در زمینهٔ نظریهٔ هنرهای رزمیِ بومی چین محسوب می‌شود.